# Modra
Modra (tyska Modern, ungerska Modor, latin Modorinium) är en stad i regionen Bratislava i västra Slovakien. Staden som har en yta av 49,624 km² har en befolkning, som uppgår till 8 704 invånare (2005).